# Springhead (Wielki Manchester)
Springhead – wieś w Anglii, w hrabstwie ceremonialnym Wielki Manchester, w dystrykcie metropolitalnym Oldham. Leży 15 km na północny wschód od centrum miasta Manchester.